# Freer
Freer é uma cidade localizada no estado norte-americano de Texas, no Condado de Duval.

## Demografia
Segundo o censo norte-americano de 2000, a sua população era de 3241 habitantes.
Em 2006, foi estimada uma população de 3047, um decréscimo de 194 (-6.0%).

## Geografia
De acordo com o United States Census Bureau tem uma área de
10,5 km², dos quais 10,4 km² cobertos por terra e 0,1 km² cobertos por água.

## Localidades na vizinhança
O diagrama seguinte representa as localidades num raio de 52 km ao redor de Freer.